# Entodon drepanoides
Entodon drepanoides là một loài Rêu trong họ Entodontaceae. Loài này được (Renauld & Cardot) Paris mô tả khoa học đầu tiên năm 1896.